# Robert Herrick

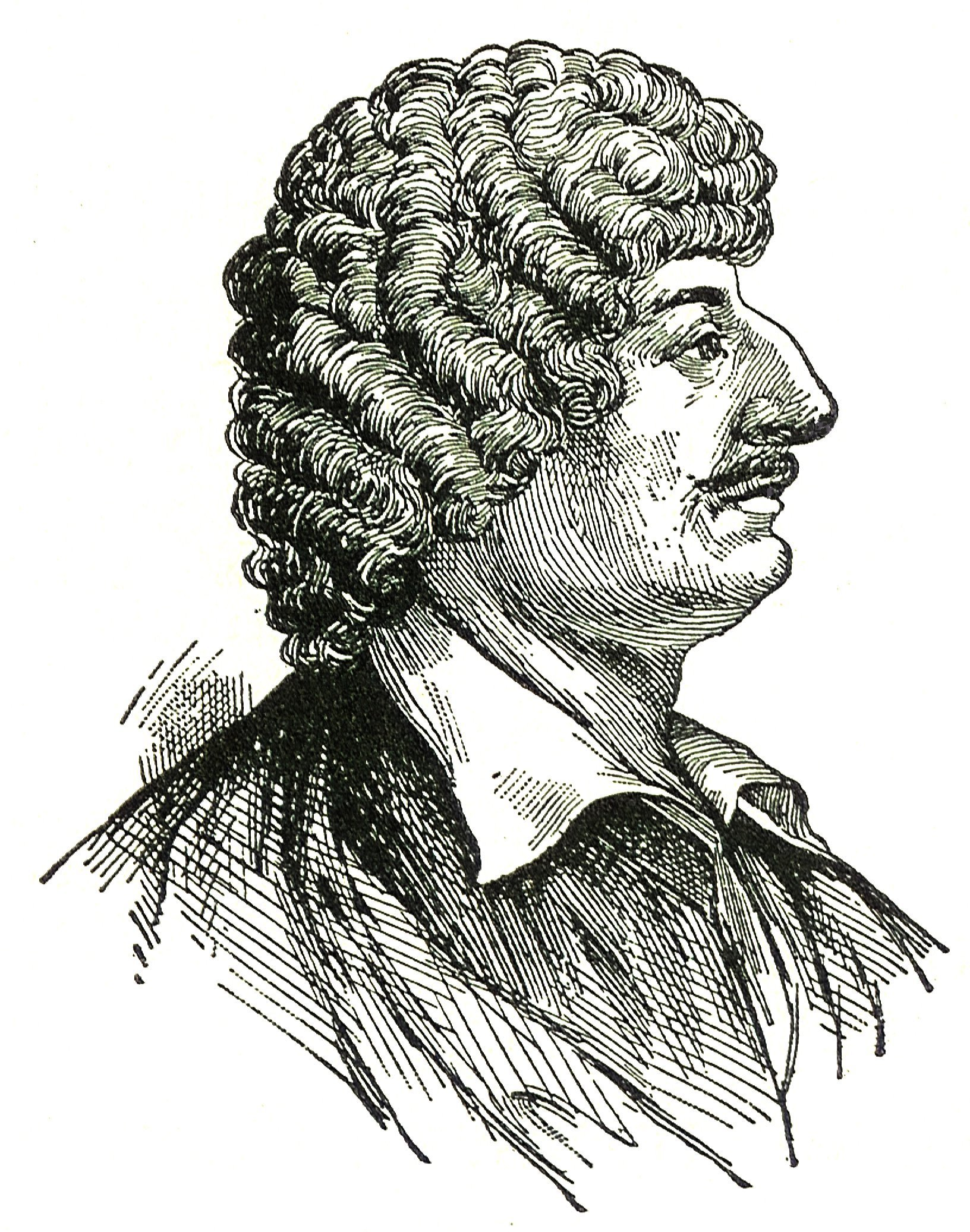
Grabado del retrato de perfil de Robert Herrick

Robert Herrick (Cheapside, Londres 24 de agosto de 1591-Dean Prior, Devon 15 de octubre de 1674) fue un poeta inglés del siglo XVII.
Bautizado el 24 de agosto, Herrick escribió poemas profanos y religiosos, siguiendo el modelo clásico de Anacreonte y buscando inspiración religiosa en fuentes bíblicas.[cita requerida] Dejó obras como Deleite en el desorden o A las vírgenes, para que aprovechen el tiempo.